# Jean-Baptiste Poulbrière
Jean-Baptiste Poulbrière, né le 5 février 1842 à Beaulieu-sur-Dordogne et mort le 20 janvier 1917 dans sa ville natale, est un religieux et écrivain français.

## Biographie
Après avoir fait des études au petit séminaire de Servières-le-Château, et au grand séminaire de Tulle, Jean-Baptiste Poulbrière est ordonné prêtre à Tulle le 9 octobre 1871.
En 1880, Mgr Denéchau le nomme chanoine honoraire et historiographe diocésain. En 1897 il est supérieur du petit séminaire. Le 20 février 1907, il est nommé chanoine titulaire.
Il fut membre de la Société française d'archéologie et de la Société archéologique et historique du Limousin.

## Publications
- « L'Église de Saint-Pierre de Beaulieu (diocèse de Tulle) et son portail sculpté ». Notice descriptive. 67 p. Extrait du Bulletin de la Société archéologique et historique du Limousin, t. XXII. Édition imprimerie Chapoulaud, Limoges, 1873
- Notice historique et archéologique sur Castelnau-de-Bretenoux, Lot. 56 p. Édition imprimerie E. Crauffon, Tulle, 1873
- « Promenade à Gimel, Corrèze ». 32 p., planche. Extrait du Bulletin monumental, 5e série, 3e volume, 1875. Édition imprimerie P. Bouserez, Tours, 1875
- Une page ignorée dans l'histoire de Tulle, Marcelline Pauper. 32 p. Édition imprimerie J. Mazeyrie, Tulle, 1876
- « Servières et son petit séminaire ». Notice historique. 180 p. Extrait du journal Limousin et Quercy. Édition imprimerie J. Mazeyrie, Tulle, 1876
- « L'excursion archéologique du Lot en août 1877 ». 35 p. Extrait du Bulletin monumental et du journal Limousin et Quercy. Suivi d'un appendice signé P. Lalande (extrait du Conciliateur de Brive, du 25 août, et du Corrézien de Tulle, du 28 août). Édition imprimerie J. Mazeyrie, Tulle, 1877
- « Le vandalisme de “la gent cléricale” et celui de la Révolution », lettre au rédacteur du journal Limousin et Quercy. 31 p. Extrait du journal Limousin et Quercy. Édition imprimerie J. Mazeyrie, Tulle, 1878
- « Simple note sur l'ancien prieuré de Montcalm, diocèse de Tulle ». 16 p. Extrait du Bulletin de la Société des lettres, sciences et arts de la Corrèze. Édition imprimerie Crauffon, Tulle, 1879
- « Les Églises de Saint-Angel et de Meymac ». 58 p., planches et plans. Extrait du Bulletin de la Société des lettres, sciences et arts de la Corrèze, 1880. Édition imprimerie Crauffon, Tulle, 1880
- « Les peintures murales de Tauriac, Lot ». Lettre à M. le directeur de la Société française d'archéologie. 19 p., planche. Extrait du Bulletin monumental, n° 3 (1880). Édition imprimerie. P. Bouserez, Tours, 1880
- « Note sur la famille de Malefayde ». 16 p. Extrait du Bulletin de la Société des lettres, sciences et arts de la Corrèze, 1re livraison, 1882. Édition imprimerie Crauffon, Tulle, 1882
- Histoire du diocèse de Tulle, depuis le Ier siècle jusqu'à nos jours. À l'usage des élèves du grand-séminaire, du clergé et des fidèles. 408 p., figures, planches, portraits et carte. Édition J. Mazeyrie, Tulle, 1884
- « Note sur la famille et sur l'évêque du nom de Labrue de Saint-Bauzile ». 23 p. Extrait du Bulletin de la Société des lettres, sciences et arts de la Corrèze, tome VIII, p. 444 et suivantes. Édition imprimerie Crauffon, Tulle, 1886
- L'Église Saint-Martin de Brive. 23 p., figures. Édition Librairies-imprimeries réunies, Paris, 1891.
- Dictionnaire historique et archéologique des paroisses du diocèse de Tulle. 2e édition. 2 vol. Édition imprimerie J. Mazeyrie, Tulle, 1894-1899
- Monseigneur Denéchau, évêque de Tulle 2 p., portrait. Extraits de l'Histoire du diocèse de Tulle, par M. l'abbé Poulbrière. Édition imprimerie Crauffon, Tulle, sans date
- Les Souvenirs du petit séminaire
- La Croix de Bassignac-le-Haut
- La Colline de l'Ouradour